# 高橋慶彦
- 髙橋慶彦

高橋 慶彦（たかはし よしひこ、1957年3月13日 - ）は、日本の元プロ野球選手（内野手、外野手）、野球指導者・解説者・評論家。現在のマネジメント契約は日本電波制作社。Youtube「よしひこチャンネル」の運営・制作は株式会社A Holdings。娘は声優・モデルの高橋雛子。
NPBにおける連続試合安打記録保持者（33試合）。

## 経歴

### プロ入り前
1957年、北海道芦別市にあった旧三井鉱山の炭坑街で生まれた。父・慶喜は宮城県玉造郡鳴子町（現・大崎市）出身で、実業団のクロスカントリースキー選手であった。現役時代は全日本スキー選手権大会で入賞歴もある。慶喜の芝浦工業大学スキー部監督就任に伴い、4歳の時に東京都清瀬市に移り住んだ。
1972年、城西高等学校に進学しエース・四番打者と活躍する。1年次には岸田文雄が所属する開成高等学校と対戦しコールド勝ちしている。後に二人は「PRIDE JAPAN★47★BASEBALL CUP2024」で岸田が大会名誉会長、高橋が大会アンバサダーを務める事になる。3年時の夏の甲子園に東東京代表として出場。2回戦（初戦）で佐世保工を完封するが、3回戦で郡山高に敗退。この際に披露した走塁が、広島東洋カープのスカウト・木庭教の目に留まることとなった。同年のプロ野球ドラフト会議で広島から3位指名を受けて入団。契約金800万円、年俸120万円。

### プロ入り後
入団後間もなく打者に転向、プロ野球のあまりのレベルの高さに「このままではすぐクビになる」と危機感を抱いていたところへ、守備走塁コーチの古葉竹識から「野球は足だけで飯が食えるぞ」とアドバイスされ、持ち前の俊足を生かす方向性を見出す。
1年目の1975年は一軍出場なし。ポジションは最初は遊撃手だったが、やがて外野に転向する。同年オフ、シーズン途中から監督に昇格した古葉の指令でスイッチヒッターとなるべく、打撃コーチの山本一義と共に特訓を開始。最初は左で構えるとバットの振り方すらわからなくなる有様だったが、「野球を始めてからずっと右打席でバットを振ってきた、それと同じ分を左で1年間振ればいい」と猛練習に取り組むようになり、やがて大きく実力をつけていった。
1977年には三村敏之、木下富雄と併用され、35試合に遊撃手として先発出場を果たす。二軍では外野手としてレギュラーに定着していたが、当時の一軍は外野レギュラーの山本浩二、水谷実雄、ジム・ライトルがいずれも打線の中軸で外すことができなかった。一方内野は、衰えが見えてきた大下剛史の後釜として正遊撃手の三村を二塁手にコンバートさせ、空いたポジションを遊撃手経験者に争わせる構想があったため、それに乗じる形で遊撃手に再転向し一軍で起用されるようになった。
1978年、背番号が40から2に変更され、開幕から遊撃手、一番打者に抜擢される。これは古葉監督が首脳陣の反対を押し切って独断で行ったもので、高橋は古葉から「お前が出てくるか俺がクビになるかだ」と告げられたという。最終的にこのシーズンは打率.302（リーグ13位）の好成績を記録、ベストナインにも初めて選出される。
1979年には33試合連続安打の日本記録を打ち立て、55盗塁を決めて盗塁王のタイトルを奪取。120試合に出場し打率.304（リーグ9位）でチームのリーグ優勝に貢献し、ベストナインに選出。同年の近鉄との日本シリーズでは全7試合で27打数12安打、打率.444を記録し、チームの4勝3敗での日本一に貢献しMVPに輝いた。
1980年は130試合に出場し打率.307（リーグ7位）でチームの2年連続リーグ優勝に貢献し、ベストナインに選出。38盗塁で2年連続の盗塁王。チームは近鉄との日本シリーズを4勝3敗で制し2年連続の日本一となる。
1983年に更なる高みを目指し、広島に臨時コーチで来た山内一弘のレベルスイングを取り入れ本塁打を20本台へと増加させるが、一方で三振も増加した。これに関してはフォーム改造・本塁打増との因果関係も囁かれ（高橋本人は否定）、チームメイトの衣笠祥雄は安打だけを狙っていたら3000安打を達成していたかもしれないと後年語っている。124試合に出場し打率.305（リーグ8位）の成績。
1984年は打率.303、71打点で、リーグ最多の97得点を記録し、同年のリーグ優勝に貢献。阪急との日本シリーズでは第3戦の4回に宮本四郎から2ラン、第7戦は5打数4安打1打点、このシリーズにおいて打率.500（通算30打数15安打）、1本塁打、3打点、3盗塁（3試合連続盗塁のシリーズ記録）を記録し、チームの4勝3敗での日本一に貢献。しかし長嶋清幸が要所で得点を重ねる活躍を見せ、最終的に打率.333、3本塁打、10打点の好成績を残したため、MVPを譲る形となった（優秀選手賞には選出されている）。
1985年は自己最高の73盗塁を記録し、3度目の盗塁王タイトルを獲得。
阿南準郎が監督に就任した1986年は130試合に出場し打率.284でチームのリーグ優勝に貢献し、ベストナインに選出。
1987年には開幕2日前に催された「カープ激励の夕べ」を「時期が悪い」とボイコットして球団との関係が悪化し、開幕から2週間の出場停止を言い渡される。そのため、続けていた連続試合出場も途絶えるが、同年は謹慎中の12試合以外は全試合に出場した。
1988年は、127試合に出場し打率は.238と低下。この年のオフに西武またはロッテとのトレード話があがり、移籍先での高橋の年俸も決まっていたがカープ側から交換内容に難色を示し破談となった。
山本浩二が監督に就任した1989年8月14日の中日ドラゴンズ戦では杉本正からサヨナラ本塁打を打っている。しかし、この年は盗塁は13個と規定打席到達以降最少に終わり、また15度の盗塁失敗に終わるなど、走力の衰えが顕著となり、7月11日の巨人戦以降は6番打者や7番打者として出場するようになった。
1989年に入団した同ポジションの野村謙二郎の台頭もあって、同年オフ、高沢秀昭・水上善雄との大型トレードで、白武佳久・杉本征使と共にロッテ・オリオンズへ移籍した。応援歌は、歌詞を広島時代の「行くぞ狙いは盗塁王」で始まるものから「飛ばせロッテの核弾頭」で始まる内容に変更しただけでほぼそのまま流用された。前奏も広島時代より『暴れん坊将軍のテーマ』が使用された。ロッテではマイク・ディアズらと中軸を組んでいた。
ロッテでは監督の金田正一の下、外野手として期待されていたが、キャンプ中に故障したことと本人の意向もあって佐藤健一と併用の遊撃手及び指名打者での起用となった。また金田監督がオールスターゲーム期間の休日中に選手を国営昭和記念公園に集め公園内を散歩に長時間付き合わせた、気分の良い金田監督は高橋に感想を向けた所「(散歩をする意味が)わかりません」と返したのが引き金に関係が悪化、さらにそれを諫めた徳武定祐コーチの「監督にゴマをすれ」という言葉に反発したことで上層部との亀裂が決定的となり、わずか1年でセ・リーグへ再放出された。既に全盛を過ぎており思うような成績を挙げることができなかった。
1990年オフに遠山奬志とのトレードで阪神タイガースへ移籍。
1991年はオープン戦始球式で山田雅人から肘に死球を食らって故障し、調整遅れのままシーズンインした。開幕から左翼手で起用されたが調子が上がらず、シーズン最終盤の9月末からの7試合は本職の遊撃手で起用された。打撃成績は前年よりも悪化し、打率.206、本塁打0、打点2に終わった。
1992年は遊撃一本で挑みシーズン序盤の4月に6試合遊撃手で先発出場した以外は新人の久慈照嘉の台頭により出場機会が減少し、この年限りで現役引退。

### 引退後
引退後はテレビ東京・テレビ大阪・ラジオ日本野球解説者・デイリースポーツ野球評論家（1993年 - 1994年）を務め、1993年は朝日放送の釣り番組に出るなど大阪、1994年は東京でタレント活動、平成教育委員会（フジテレビ）や旅番組などテレビに出演していた。解説の傍ら、前田武彦・ピーコと共にTBSテレビ「スーパーワイド」の金曜コメンテーターも務めた。割と早い時期にセ・リーグのある球団からコーチ就任のオファーが、届いたがもう少しテレビの仕事を続けたくて断っている。1995年から1996年まで福岡ダイエーホークスの一軍打撃・走塁コーチ、1997年は二軍守備・走塁兼打撃コーチを務めた。新監督には王貞治が就任し、初年度のコーチスタッフに他にも寺岡孝・達川光男といった広島OBや、広島県出身の村田兆治というメンバーで固めた。これは巨人にはもう戻らないと決めた王が、監督時代に機動力を使ったいやらしい野球に苦しめられた経験から、広島OBに目を付け前述のメンバーすべてに王自身が直接電話をかけて誘ったものだが、当時は直前まで古葉（広島に加えホークスOB、そして九州人）が監督に就任する予定で、そのためコーチスタッフも前述のメンバーに決まっていて王はやむなく「現役の時から広島の野球が素晴らしいと思っていた」という説明をしたと噂されたが、王自身はそれは違うと話している。高橋は「今度はダイエー監督就任が決まった王貞治さんだった。携帯電話に本人から直接がかかってきてびっくりした。他のコーチについて聞いてなかったが、ふたを開けてみるとヘッド兼守備は寺岡孝さん、バッテリーは達川光男さん、打撃兼走塁は私を含めて広島OBが3人。王さんは古葉竹識監督時代の生かしたカープ野球を取り入れたかったらしい。ホークスはダイエーが買収して6年たっていたが、まだ南海色が濃かった。いいバッティングをしているけど淡泊。勝つ野球はやっていなかった。」と述べている。
1995年に選手の起用法を巡って現役時代から折り合いの良くなかった達川と対立。選手の前で揉み合いも起こし、達川は体調不良を理由に1年で退任するなどの騒動があった。達川は「打撃、守備コーチの高橋慶彦との関係うんぬんされることもあったけど、辞任とは一切関係ない。確かに開幕前にケンカしたけど、原因は100％私にあった。そもそもカープで一緒にプレーした頃から言い争いした仲。王さんに「兄弟けんかは終わったか？」と気を使ってもらってね。慶彦も「たっちん、みんなが変なこと言うから仲良くしましょうね」と言ってくれてすぐ握手した」と回顧している。高橋に求められたのは機動力を生かせる選手の育成。まず目についたのは村松有人で足が速いのに怪我を恐れヘッドスライディングしていなかった。高橋は「ビーチフラッグで旗を取りに行くとき足から行く奴いないだろ。頭から飛び込むのが一番速いんだよ」と言い、前年5盗塁だった村松はこの年から大幅に盗塁数が増え32盗塁を記録、1996年は左翼手のレギュラーを掴んで1番に定着し58盗塁を記録して盗塁王に輝いた。以降、引退するまでヘッドスライディングは村松の代名詞になった。同じく前年度11盗塁だった浜名千広も18盗塁→33盗塁と、数を増やし1996年は2人合わせて91盗塁を記録。パリーグトップの1、2番にコンビになった。ダイエー退団後は九州朝日放送（1999年 - 2001年）→CS系テレビ（2002年 - 2004年）野球解説者・スポーツニッポン福岡版野球評論家（2000年 - 2004年）を務めた一方、フジテレビ「奇跡体験!アンビリバボー」にて、ガーナでの野球の普及活動に力を注いだ。
2004年のオールスター終了後、ダイエー時代の球団代表であった瀬戸山隆三の要請でロッテ一・二軍巡回コーチに就任。
2005年より正式に一軍走塁コーチとなり、自身と同じスイッチヒッターの遊撃手である西岡剛を一人前に育てるなど、31年ぶりの日本一に貢献。トム・ロブソンの指導で打撃が低迷していた李承燁を指導し、巨人移籍後李からの要請で指導したこともある。
2008年からは一軍打撃コーチを務めた。2009年はチーム打率がリーグ最下位と低迷した。2009年の6月6日の中日ドラゴンズ戦終了後にはここ3試合33イニングでわずか3得点に終わり当時監督だったボビー・バレンタインから「打撃コーチを一時的に交代させるとか、そんなことを含めて、これから打開策を考えないといけない」と批判された。
2010年より二軍監督を務め、同年に4年ぶり8度目のイースタン・リーグ優勝とファーム日本一に導く。当時ロッテの二軍に在籍していた那須野巧は、二軍監督としての高橋は軍隊的な厳しさでチームを統率し、選手全員が高橋の顔色を伺い、何も言えない雰囲気であったと語っている。
2012年は一軍ヘッドコーチを務めたが、10月15日付で球団から退団を通知される。サブローは藤岡貴裕について「1年目に高橋慶彦さんにガツンと怒られてからおかしくなったんよなぁ。」と述べていた。
ロッテ退団後の2012年11月、福島県郡山市の宅建業者、ウェルズホームに入社し、広報部長を務める。
2013年1月7日から3月7日まで東京スポーツ紙上で『赤ヘル機動力野球の申し子 高橋慶彦 赤い疾風伝説』（月曜日 - 木曜日発売分）を連載していた。
2013年には映画『ダイヤモンド』（製作：オールインエンタテインメント、監督：本間利幸）に主演した。同年9月22日に日本テレビで放送された番組『有吉反省会』に出演した際「映画の主役に抜擢されたが、その演技がひどすぎる」と反省した。
2014年1月20日に学生野球資格を回復。同年からテレビ新広島（TSS）・中国放送（RCC）などで野球解説者としての活動を再開したが（本数契約）、社業などのスケジュールの都合からTSSでの初回出演予定は金石昭人に変更となった。また、その他では広島ホームテレビ（HOME）等在広局の番組にも時々出演していた。
2015年10月15日に2016年からオリックス・バファローズの一軍打撃コーチに就任することが発表された。チーム打率、得点がリーグ最下位に終わり、10月2日付で退団が発表された。
2017年、福岡県の海外貿易・通信販売会社A Holdingsの顧問に就任。また60歳の誕生日となる3月13日、自身の公式YouTubeチャンネル「よしひこチャンネル」を開設する。2019年にはA Holdings内にスタジオを構え本格的にYouTuberとしての活動を開始、球界OBとの対談や時事的な野球評論を定期的に投稿している。
オリックスコーチ就任にあたって喪失していた学生野球資格は2017年2月7日に再回復しており、2022年7月1日付で母校・城西高校の特別コーチに就任して、学生野球指導に携わった。

## プレースタイル
高橋は、スイッチヒッターとして打率3割を5度、20本塁打以上を4度記録し、33試合連続安打という日本記録まで樹立した。この成功により、一躍日本球界にスイッチヒッターの有効性が知れ渡ることとなり、リーグ問わず他チームに多くのスイッチヒッターを誕生させるなど、後進に計り知れない影響を及ぼした。とりわけ広島においては山崎隆造と正田耕三のふたりが転向に成功し、1980年代前半には1番高橋・2番山崎、1980年代後半になると1番正田・2番山崎・3番高橋と俊足巧打のスイッチヒッターが上位打線を形成し、チームを牽引する原動力となった。
スイッチヒッター転向時、山本一義打撃コーチと行った猛特訓では、朝から晩までバットを振り続け、食事時や寝る時もバットを手離さず、これで体を壊さないのが不思議なほどだと言われていた。その結果、まだ器具を使った筋力トレーニングが取り入れられていない時代に、野球の練習だけでボディビルダーさながらの強靭な肉体を作り上げることに成功した。
通算477盗塁は歴代5位の記録だが、盗塁死も多く、通算206盗塁死は福本豊の299に次いで歴代2位であり、広島・阪神時代に記録した通算202盗塁死はセ・リーグ記録である。また、1983年には70盗塁を記録するものの、28盗塁死を喫しており、これがシーズン盗塁死のセ・リーグ記録となっている。また、この年は読売ジャイアンツの松本匡史が76盗塁を記録して盗塁王を獲得しており（この松本の76盗塁はセ・リーグ記録）、70盗塁は盗塁王を逃した記録としては、現在に至るまで最多記録である。
現役時代はヘッドスライディングの代名詞として知られ、2021年シーズンにヘッドスライディングによる負傷者がNPBで続出した際は、ヘッドスライディングは普段していない選手が急にやると怪我をするだけであってヘッドスライディングそのものに危険性は無い、怪我が怖ければキャンプからきちんと練習すれば良いと主張していた。本人はヘッドスライディングを怖がる村松有人にそれを勧めたが怪我はさせなかったと、村松を自分の主張の引き合いに出している。また、走塁で全力疾走する癖を付ければ、いざと言う時に走塁で怪我をしないと話している。
守備面では、長年にわたって広島の正遊撃手として活躍しベストナインにも複数回選ばれているが、ゴールデングラブ賞を獲得したことは一度もない。高橋自身はこれについて、同時代のセ・リーグに山下大輔という名手がいたことと、イップスのため近距離の送球に難があったことが原因と振り返っている。チームメイトとして二遊間を組んだ正田は、高橋の守備範囲の広さを高く評価する一方で、ショートの正面に飛んできた打球をエラーすることがしばしばあったと語っている。

## 人物
広島においては数少ない、全国区の知名度を持った選手であった。小説家・村上龍が高橋をモデルに書いた『走れ!タカハシ』はベストセラーとなり、また自身の発売した『君の声がきこえる』『うわさのセクシークイーン』などのレコードは、5万枚の売り上げ記録している。
本人は元々阪神ファンで、野手なら安藤統男、投手なら上田次朗のファンだったという。それで1991年に阪神入りしてうれしかったとのことだったが、「縦縞のユニフォームがまず似合わなかった」と話している。
人なつっこく明るい性格で、交友範囲が広かった。同い年で大のカープファンの秋野暢子は高橋を弟のように可愛がっていた。またビートたけしや浜田省吾など、仕事で広島に訪れる有名人を「今日飲みましょう」と誘い、広島の歓楽街・流川で飲み歩く姿が度々目撃されていた。ビートたけしと島田洋七が漫才ブームで儲けて、憧れの"銀座で飲む!"と初めて銀座に繰り出したが、どこの店に入ったらいいか分からないので、高橋に紹介してもらった店に行ったという。
昼も夜も飲み屋のママに買ってもらったと噂された真っ赤なポルシェ・911を乗り回し、遊び人としても有名で、叶和貴子など芸能人との噂も多かった。そのため「夜も盗塁王」などと揶揄されたこともある。交際していたひとりの無名女優は後に「高橋慶子」名義でアダルトビデオに出演したこともあった。当時広島の独身寮「三篠寮」は、門限が10時半で1分でも遅刻したら罰金だったが、既に一流スターだった高橋と北別府学の二人は門限なしの、日々の寮生活でも自由が与えられていた。寮では基本的には酒を飲めなかったが、高橋と北別府の部屋は例外だったため、川口和久らはよく高橋の部屋で飲んだという。北別府とは後述の様に仲が悪いといわれ、高橋のポルシェに対抗して北別府はリンカーン・コンチネンタルに乗っていた。
また大の電話魔で、常に10円玉を大量に携帯したためポケットにしょっちゅう穴が空いていたという。広島で1年間ヘッドコーチをしたドン・ブレイザーの娘に電話攻勢をかけたり、ハワイ・キャンプの間に電話代を200万円使ったりしたこともあると板東英二の著書に記されているが、後に高橋本人は広島がハワイでキャンプをしていないことを挙げて200万円の件も否定し、当時教育リーグが所在したフロリダから、シンディではなく日本人の女の子に電話したと語っている。また、当時広島の「三篠寮」では新人は3分以上電話してはならないというルールがあり、高橋の前に川口が長電話すると激怒し、川口ら新人を玄関に集合させて正座させ「お前らどういう教育しとるんじじゃ！連帯責任じゃ！」と怒鳴り付け、スリッパで全員の頭を叩いた。
その一方で、上記のスイッチヒッター転向のエピソードにもうかがえるように「練習の虫」と名づけられるほどの努力家でもあった。足を故障したときも、バッターボックスに置いた椅子に座ってフリーバッティングをしていたり、付き合っている女性のマンションにバットを持ち込んで夜中に素振りを繰り返していたりと、枚挙に暇がない。
同年代に活躍し現役晩年に阪神で同僚となった田尾安志と同様に一言居士な気質で、若手の頃から首脳陣や先輩にも臆することしなく堂々と意見をぶつけるほどの硬骨漢としても知られる。後年現役時代を振り返り、「自分は減らず口ばかり叩いてきたから、ベテランになれば出されるのは覚悟していた」と語っている。また、当時の大下剛史守備走塁コーチから一方的な誤解による鉄拳制裁を受けて（1983年ごろ）大下との関係が悪化し、それが大下がコーチに復帰した後の1989年オフのロッテ移籍の要因のひとつになったとも言われている（本人は否定）。1982年に雨天中止後の練習で大下から「やる気がないならやめてしまえ」と言われそのまま帰った事がある。
1989年オフの移籍に関しては、後に本人がデーブ大久保のYouTubeチャンネルに出演した際に、同年の開幕前の中国放送（RCC）主催の激励会の際に揉めた件が遠因となった可能性を語っている。高橋は当時選手会長の立場として、RCCが開幕直前に激励会を開くことに対して「選手の体調管理の面で問題がある」としてスケジュールを変更するよう求めていたが、RCC側がそれを受け入れなかったため激励会を欠席し、それを受けて球団側がペナルティとしてトレードに及んだと語っている。ただし、RCCとの関係は険悪とならず、引退後に時折同局の番組に出演することがあった。
北別府学や達川光男とは、現役時代関係が険悪だったと受け取られる面もあった。この影響かどうかは不明だが、KBC解説者時代も、テレビ朝日系列全国中継や広島ホームテレビの県域ローカル中継への出向出演はなかった。ただし北別府は、2019年にJA広島のイベントで安仁屋宗八・長嶋清幸とともに久々に高橋と共演し、その後自身のオフィシャルブログ（2019年6月15日）で「但し、野手側と投手側の見解の相違から生じた建設的な言い合いでしたからリスペクトの気持ちはずっと持ち続けておりました」と、高橋も北別府が入院した際の取材で同様の見解を述べるなど、現役時代より友好的であったことを示唆していた。こうした経緯もあり、北別府が逝去した際には高橋も弔問に訪れていた。
一方で仲のよかったチームメイトとして、衣笠祥雄と江夏豊によく可愛がってもらったと述懐している。江夏が南海ホークスからカープへ移籍してきた時、猛練習で知られるカープの中でも特に練習する高橋の姿に舌を巻き、「ベテランになって忘れかけていたものを彼が思い出させてくれた」と当時を振り返っていた。また江夏から若い時の自分に性格が似ていると言われたことがあり「生意気で目上の人にも臆さずものを言うから（トレードに）出されたけど、なんでもハイハイ言うてる性格ならお互いプロでここまで活躍できてないのじゃないか」と言われたときはなるほどと納得したという。
阪神在籍時代の1991年3月28日、藤井寺球場の近鉄バファローズとのオープン戦で、始球式で山田雅人にボールをぶつけられてしまう。また同年5月に発表された前年1990年の高額納税者リスト（長者番付）のプロ野球選手部門で上位にランク入りしたが、これは広島で所有していた不動産をロッテ移籍によってバブル期に売却して得られた収入の納税によるものが多かったためである。
1995年9月17日の対日本ハム戦で死球に激怒し捕手の坊西浩嗣に殴りかかったロブ・デューシーへ向かって、脇坂浩二と共に襲い掛かり、脇坂は体当たりを、高橋は飛び蹴りをしたことがある（しかし、松永浩美が後ろからデューシーを抑えていたためデューシーの体位が変わってしまった結果、両者共に狙いが外れ藤本博史に直撃した）。また2007年7月17日のロッテ対オリックス戦でオリックスのタフィ・ローズが里崎智也に暴行を加え乱闘になった際、オリックス打撃コーチのジョン・ディーバスと激しくやり合い、退場処分を受けている。
従兄弟として、俳優で歌手の高橋良明と歌手・高橋知秀の兄弟がいる。しかしながら、高橋良明はオートバイ運転中の事故のため1989年に16歳で死去、また高橋知秀も後年の交通事故によって芸能活動から退いている。また、娘の高橋雛子は声優・モデルとして芸能活動を行っている。
公式YouTubeチャンネル「よしひこチャンネル」の中では野球評論のみならずカープOBと幅広く対談しており、二遊間を組んだ正田耕三登場回では1988年の飛び蹴り事件の件で謝罪している。その他カープ以外のプロ野球OBともコラボし野球談議を繰り広げているほか、娘の高橋雛子も登場している。

## 引退後のカープとの関係
広島での現役時代には様々な問題を抱えていたが、決して広島が嫌いなわけではなく、トレードが確定的になった時期にも知人に「出来れば広島に骨を埋めたい」と洩らしていたといわれる。
コーチ就任後は、広島市民球場でのセ・パ交流戦試合終了後に、バスがホテルに向かう直前までバスの窓から広島ファンにひたすらサインを続けていた。
解説者・タレント時代は在広放送局の番組（特にRCC・tss）への出演もあったほか、ホークス戦の解説でも「広島式の練習方法をホークスも取り入れてみてはどうか」と提案することもあった。本人は「広島に（コーチとして）復帰したい気持ちがあるが（松田元）オーナーと喧嘩をしたので無理でしょう」と語っている。2006年12月8日、二宮清純が主宰するシンポジウム「東京カープ会」にゲストとして参加。古葉監督時代の広島の様子や、遊撃手として居合わせた「江夏の21球」の裏話などを披露した。
2008年12月6日、同年度で閉鎖となる広島市民球場で行われた「カープOBオールスターゲーム」では久々に広島のユニフォームに袖を通し、1番・遊撃手で先発出場して3安打1盗塁で最優秀選手に選ばれた。その際「僕は引退試合をしていない。ファンのみなさんのおかげで、今日は僕にとっての引退試合になった」とコメントした。スタンドから現役当時同様に「ヨシヒコ」コールが起こり、「帰って来い!」という声があちこちから聞こえた。打席では捕手の達川と談笑する場面もあった。

## その他
後楽園球場の電光掲示板では、選手名が「高橋ょ」と表示されていた。これは、当時の後楽園球場の掲示板はドットが粗く、画数の多い「慶」の字が表示できなかったための窮余の策であった（のちに「高橋慶」の表示が可能となった）。
1979年に、33試合連続試合安打の日本新記録を打ち立てたが、当時阪神タイガースの江本孟紀に抑えられ、34試合目でストップした。2015年4月22日に出演した「村上信五とスポーツの神様たち」での高橋の話では、自身の前に日本記録を保持していた長池徳士が、33試合目で無安打に終わった時の投手も江本であったとのことである。

## 詳細情報

### 年度別打撃成績
| 年 度      | 球 団      | 試 合 | 打 席 | 打 数 | 得 点 | 安 打 | 二 塁 打 | 三 塁 打 | 本 塁 打 | 塁 打 | 打 点 | 盗 塁 | 盗 塁 死 | 犠 打 | 犠 飛 | 四 球 | 敬 遠 | 死 球 | 三 振 | 併 殺 打 | 打 率 | 出 塁 率 | 長 打 率 | O P S |
| ---------- | ---------- | ----- | ----- | ----- | ----- | ----- | -------- | -------- | -------- | ----- | ----- | ----- | -------- | ----- | ----- | ----- | ----- | ----- | ----- | -------- | ----- | -------- | -------- | ----- |
| 1976       | 広島       | 5     | 0     | 0     | 0     | 0     | 0        | 0        | 0        | 0     | 0     | 0     | 0        | 0     | 0     | 0     | 0     | 0     | 0     | 0        | ----  | ----     | ----     | ----  |
| 1977       | 広島       | 58    | 141   | 130   | 23    | 38    | 6        | 2        | 0        | 48    | 6     | 14    | 2        | 2     | 0     | 7     | 0     | 2     | 33    | 3        | .292  | .338     | .369     | .707  |
| 1978       | 広島       | 110   | 472   | 427   | 72    | 129   | 19       | 10       | 7        | 189   | 47    | 15    | 20       | 1     | 1     | 32    | 0     | 11    | 46    | 3        | .302  | .365     | .443     | .808  |
| 1979       | 広島       | 120   | 535   | 490   | 86    | 149   | 22       | 7        | 5        | 200   | 33    | 55    | 16       | 1     | 1     | 32    | 3     | 11    | 56    | 3        | .304  | .360     | .408     | .768  |
| 1980       | 広島       | 130   | 590   | 550   | 68    | 169   | 24       | 11       | 5        | 230   | 33    | 38    | 20       | 3     | 1     | 28    | 1     | 8     | 51    | 3        | .307  | .349     | .418     | .767  |
| 1981       | 広島       | 111   | 490   | 460   | 72    | 133   | 23       | 4        | 5        | 179   | 31    | 14    | 11       | 3     | 2     | 19    | 0     | 6     | 38    | 3        | .289  | .324     | .389     | .714  |
| 1982       | 広島       | 130   | 589   | 546   | 75    | 147   | 20       | 5        | 6        | 195   | 27    | 43    | 24       | 7     | 0     | 29    | 1     | 7     | 66    | 3        | .269  | .314     | .357     | .672  |
| 1983       | 広島       | 124   | 531   | 465   | 91    | 142   | 23       | 3        | 24       | 243   | 58    | 70    | 28       | 5     | 3     | 54    | 1     | 3     | 64    | 1        | .305  | .379     | .523     | .902  |
| 1984       | 広島       | 126   | 556   | 495   | 97    | 150   | 23       | 4        | 23       | 250   | 71    | 30    | 9        | 10    | 4     | 44    | 2     | 3     | 79    | 5        | .303  | .361     | .505     | .866  |
| 1985       | 広島       | 130   | 601   | 533   | 96    | 147   | 10       | 2        | 24       | 233   | 68    | 73    | 18       | 7     | 4     | 54    | 0     | 3     | 89    | 4        | .276  | .343     | .437     | .781  |
| 1986       | 広島       | 130   | 583   | 552   | 88    | 157   | 33       | 2        | 21       | 257   | 55    | 39    | 15       | 4     | 1     | 20    | 0     | 4     | 91    | 8        | .284  | .314     | .466     | .779  |
| 1987       | 広島       | 118   | 521   | 462   | 65    | 130   | 21       | 2        | 11       | 188   | 53    | 28    | 8        | 9     | 5     | 40    | 2     | 2     | 61    | 4        | .281  | .338     | .407     | .745  |
| 1988       | 広島       | 127   | 546   | 499   | 58    | 119   | 24       | 3        | 11       | 182   | 43    | 32    | 13       | 9     | 4     | 33    | 2     | 1     | 54    | 5        | .238  | .285     | .365     | .650  |
| 1989       | 広島       | 127   | 540   | 491   | 63    | 131   | 21       | 0        | 12       | 188   | 47    | 13    | 15       | 5     | 2     | 37    | 0     | 3     | 59    | 12       | .267  | .321     | .383     | .704  |
| 1990       | ロッテ     | 100   | 294   | 261   | 33    | 54    | 6        | 2        | 9        | 91    | 28    | 7     | 4        | 7     | 2     | 23    | 0     | 0     | 41    | 1        | .207  | .269     | .349     | .618  |
| 1991       | 阪神       | 57    | 139   | 126   | 14    | 26    | 4        | 0        | 0        | 30    | 2     | 6     | 2        | 3     | 0     | 10    | 0     | 0     | 17    | 2        | .206  | .265     | .238     | .503  |
| 1992       | 阪神       | 19    | 27    | 23    | 2     | 5     | 1        | 0        | 0        | 6     | 2     | 0     | 1        | 0     | 1     | 3     | 0     | 0     | 4     | 0        | .217  | .296     | .261     | .557  |
| 通算：17年 | 通算：17年 | 1722  | 7155  | 6510  | 1003  | 1826  | 280      | 57       | 163      | 2709  | 604   | 477   | 206      | 76    | 31    | 465   | 12    | 64    | 849   | 60       | .280  | .333     | .416     | .749  |

- 各年度の太字はリーグ最高

### タイトル
- 盗塁王：3回（1979年、1980年、1985年） ※5年のブランク受賞は同賞史上最長タイ（他に河野旭輝、柴田勲、石井琢朗）
- 最多安打：1回（1980年）※当時連盟表彰なし

### 表彰
- ベストナイン：5回（1978年 - 1980年、1983年、1986年）
- 月間MVP：1回（1979年7月）
- 日本シリーズMVP：1回（1979年）
- 日本シリーズ打撃賞：1回（1979年）
- 日本シリーズ優秀選手賞：1回（1984年）

### 記録
初記録
- 初出場：1976年4月7日、対ヤクルトスワローズ1回戦（広島市民球場）、2回裏に佐野嘉幸の代走として出場
- 初先発出場：1977年4月10日、対阪神タイガース2回戦（阪神甲子園球場）、1番・遊撃手として先発出場
- 初盗塁：同上、1回表に二盗（投手：江本孟紀、捕手：田淵幸一）
- 初安打：1977年4月21日、対中日ドラゴンズ3回戦（広島市民球場）、5回裏に星野仙一から
- 初打点：1977年6月5日、対大洋ホエールズ9回戦（札幌市円山球場）、7回表に高橋重行から
- 初本塁打：1978年6月27日、対横浜大洋ホエールズ12回戦（広島市民球場）、7回裏に斉藤明雄からソロ

節目の記録
- 1000安打：1984年8月7日、対読売ジャイアンツ15回戦（後楽園球場）、1回表に西本聖から右前安打 ※史上133人目
- 300盗塁：1985年7月6日、対阪神タイガース11回戦（阪神甲子園球場）、8回表に二盗（投手：池田親興、捕手：木戸克彦） ※史上16人目
- 1000試合出場：1985年8月20日、対ヤクルトスワローズ19回戦（明治神宮野球場）、2番・遊撃手として先発出場 ※史上257人目
- 350盗塁：1985年10月21日、対横浜大洋ホエールズ26回戦（広島市民球場）、8回裏に二盗（投手：斉藤明夫、捕手：小山昭晴） ※史上11人目
- 100本塁打：1986年4月8日、対読売ジャイアンツ1回戦（後楽園球場）、1回表に西本聖から先頭打者本塁打
- 400盗塁：1987年6月25日、対中日ドラゴンズ14回戦（広島市民球場）、5回裏に二盗（投手：小松辰雄、捕手：中村武志） ※史上6人目
- 1500安打：1988年4月23日、対阪神タイガース5回戦（阪神甲子園球場）、7回表に中田良弘から中前安打 ※史上55人目（1304試合での達成は当時歴代6位の速度：現在は歴代9位）
- 450盗塁：1988年10月18日、対ヤクルトスワローズ25回戦（明治神宮野球場）、5回表に本盗（投手：中本茂樹、捕手：秦真司）
- 150本塁打：1989年7月18日、対ヤクルトスワローズ13回戦（明治神宮野球場）、9回表に矢野和哉から左越逆転決勝2ラン ※史上88人目
- 1500試合出場：1989年8月8日、対読売ジャイアンツ18回戦（東京ドーム）、7回表に大野豊の代打として出場 ※史上94人目
- 1000得点：1991年10月8日、対横浜大洋ホエールズ24回戦（横浜スタジアム）、6回表にトーマス・オマリーの犠飛で生還し達成 ※史上23人目

その他の記録
- 日本シリーズ3試合連続盗塁（1984年） ※シリーズ記録
- 33試合連続安打（1979年6月6日 - 7月31日） ※日本記録
- 11試合連続得点（1982年6月8日 - 6月22日）
- 8試合連続盗塁（1983年5月26日 - 6月4日）
- 6試合連続盗塁：2回（1979年6月17日 - 6月23日、1986年10月5日 - 10月12日）
- 1試合4盗塁：2回（1982年5月30日、1983年4月30日）
- 通算初回先頭打者本塁打34本（表13本、裏21本） ※歴代3位
- セ・リーグ通算初回先頭打者本塁打32本（表12本、裏20本） ※歴代2位
- 2試合連続初回先頭打者本塁打（1989年6月4日 - 6月6日）
- 開幕戦初回先頭打者本塁打：1回（1989年4月8日）
- 左右打席本塁打：1983年4月26日、対ヤクルトスワローズ1回戦（明治神宮野球場）、1回表に井本隆から（左打席）・4回表に梶間健一から（右打席）
- シーズン20本塁打以上・70盗塁以上：2回（1983年、1985年） ※2回達成者は史上唯一
- 初回先頭から3者連続本塁打：1989年6月4日、対横浜大洋ホエールズ9回戦（秋田市営八橋球場）、1回裏に1番・高橋、2番・正田耕三、3番・ウェイド・ロードンで木田勇から
- 3年連続最多三塁打 ※セ・リーグ記録
- オールスターゲーム出場：6回（1979年、1980年、1983年 - 1986年）

### 背番号
- 40（1975年 - 1977年）
- 2（1978年 - 1989年、1991年 - 1992年）
- 5（1990年）
- 85（1995年 - 1996年）
- 72（1997年）
- 87（2004年 - 2012年）
- 88（2016年）

### 登録名
- 高橋 慶彦（たかはし よしひこ、1975年 - 1997年）
- 髙橋 慶彦（たかはし よしひこ、2004年 - 2012年、2016年）

## 関連情報

### 著書
- 赤い疾風 背番号2 - 熱球悲願（1983年、恒文社） ISBN 978-4770405203
- 赤き哲学（2014年2月15日、ベストセラーズ） ISBN 978-4584135488 - 「髙橋慶彦」名義

### ディスコグラフィ
ソロEPシングル
全作品ミノルフォンレコードからの発売。
- 君の声が聞こえる／青春の1ページ（1980年発売、KA-1194）
- うわさのセクシークイーン／ハッピーナイスデイ（1981年発売、KA-2003）
- 鏡の中のメモリー／想い出は風のように（1982年発売、KA-2033）
- 僕の世界へ／君の声がきこえる（1982年発売、KA-2070）

ソロLPアルバム
- YOSHIHIKO 高橋慶彦ベストアルバム（1982年発売、ミノルフォンレコード、KC-9529） 特別付録 大型ポスター　4頁グラフつき。

参加EPシングル
- ビクトリー（1984年4月1日発売、コロンビア、AH-443） メインボーカルは細川たかし、高橋慶彦は原辰徳・岡田彰布・宇野勝・遠藤一彦・荒木大輔と共にコーラス参加。
- 今が青春パートII（1985年発売） 為五郎と赤ヘル青春仲間

関連EPレコード
- ショート・ストップ・エンジェル「高橋慶彦のテーマ」 / 行け!!スーパー・ヒーロー「山本浩二のテーマ」（キングレコード、GK-344） 歌：深水無門

### 出演

#### 映画
- アゲイン 28年目の甲子園（2015年1月17日、東映）
- ダイヤモンド（オールインエンタテインメント、2013年8月3日公開） - 西田 役[54]（主演）

#### 過去の出演番組
- 東芝GOODDAY GOODMUSIC（RCCラジオ）
- ラジオ日本ジャイアンツナイター（RFラジオ日本）
- 象印クイズ ヒントでピント（テレビ朝日）
- BASEBALL Real&Live（テレビ東京。出演していた野球中継の現行タイトル）
- ナマ虎スタジアム（テレビ大阪。出演していた野球中継の現行タイトル）
- ゴールデンナイター・プロ野球中継（KBCテレビ）
- KBCジャンボナイター・KBCダイナミックホークス実況中継（KBCラジオ）
- 夢空間スポーツ（FBS福岡放送）
- 高橋慶彦のスポーツ一番（KBCラジオ）
- スーパーワイド（TBSテレビ）
- 平成教育委員会（フジテレビ）
- ソリトン 野望山馳参寺!めざせプリティ・リーグ・上智大女子野球部 高橋慶彦の特訓で変身（NHK）- 1994年7月17日
- 奇跡体験!アンビリバボー（フジテレビ）
- 週刊パパたいむ（RCCテレビ）
- 報道ステーション（テレビ朝日系列）
- RCCカープナイター／カープデーゲーム中継（RCCテレビ） - 本数契約でゲスト解説者として出演。
- BS12 プロ野球中継（BS12トゥエルビ） -ビジターの広島戦で、ビジター応援副音声に出演。
- BS松竹東急ベースボールシアター（BS松竹東急） - オリックス対広島戦に解説者として出演